# Biguanide
La biguanide è un composto organico di formula H2N-C(=NH)-NH-C(=NH)-NH2, capostipite della famiglia dei derivati biguanidici, molecole di interesse farmaceutico utilizzate principalmente per la cura del diabete mellito di tipo 2. Col termine biguanide ci si può riferire, oltre che alla singola specie chimica, anche ad una qualsiasi delle molecole appartenenti alla classe dei derivati. La biguanide in ambiente acquoso ha carattere fortemente basico ed è in grado di chelare i cationi metallici.

## Struttura
Virtualmente la biguanide si trova in equilibrio chimico tra due forme di struttura che differiscono per la posizione di un doppio legame e di un atomo di idrogeno, come avviene nel fenomeno della tautomeria.
H2N-C(=NH)-NH-C(=NH)-NH2 ⇄ H2N-C(=NH)-N=C(-NH2)-NH2
Analisi cristallografiche ai raggi X hanno tuttavia dimostrato che la biguanide non è simmetrica, e che quindi la sua forma di struttura coinciderebbe esclusivamente con l'isomero il cui azoto centrale è privo di atomi di idrogeno, struttura stabilizzata inoltre da un legame a idrogeno N-H intramolecolare.

## Sintesi
La biguanide può essere ottenuta facendo reagire in etanolo una mole di guanidina con una mole di una generica O-alchilisourea, di formula H2N-C(=NH)-OR. A reazione completa si ottiene una mole di biguanide ed una mole dell'alcol primario R-OH.
N2H-C(=NH)-NH2 + H2N-C(=NH)-OR → H2N-C(=NH)-NH-C(=NH)-NH2 + R-OH

## Reattività
La biguanide, in opportune condizioni, è virtualmente in grado di ciclizzare per reazione con un composto organico carbonilico (in genere un alogenuro acilico), dando la formazione di derivati 6-sostituiti della 2,4-diammino-1,3,5-triazina. Di norma la reazione prevede l'utilizzo di un derivato della biguanide N-sostituito con un generico gruppo R acilico o arilico:
A partire dalla biguanide è anche teoricamente possibile ottenere la melammina. Facendo reagire un derivato N,N'-disostituito della biguanide con la carbodiimmide in presenza di DMF è possibile ottenere derivati N,N'-disostituiti della melammina.
La biguanide è inoltre un intermedio di reazione della sintesi del nitrato di guanidina. Facendo reagire cianoguanidina e nitrato d'ammonio a circa 160 °C in ambiente acquoso si forma il nitrato di biguanide (stabile nella sua forma protonata H2Bg+), intermedio di reazione che si converte in nitrato di guanidina con il proseguire della reazione.